# Гаше, Жан-Клод
Жан-Клод Гаше́ (фр. Jean-Claude Gachet) — французский кёрлингист.
В составе мужской сборной Франции участник двух чемпионатов мира (лучший результат — седьмое место в 1978).
Играл на позиции первого.

## Команды
| Сезон   | Четвёртый | Третий     | Второй       | Первый        | Турниры           |
| ------- | --------- | ---------- | ------------ | ------------- | ----------------- |
| 1976—77 | Пьер Боан | Пьер Дюкло | Оноре Бранги | Жан-Клод Гаше | ЧМ 1977 (9 место) |
| 1977—78 | Пьер Боан | Пьер Дюкло | Оноре Бранги | Жан-Клод Гаше | ЧМ 1978 (7 место) |

(скипы выделены полужирным шрифтом)